# Ernest Dichter
Ernest Dichter (Vienna, 14 agosto 1907 – Peekskill, 21 novembre 1991) è stato uno psicologo ed esperto di marketing austriaco naturalizzato statunitense, considerato il padre della ricerca sulla motivazione.
Ottenne il Dottorato all'Università di Vienna nel 1934, ed emigrò negli Stati Uniti nel 1937 con la moglie Hedy.
Nel 1946 fondò l'Institute for Motivational Research a Croton-on-Hudson (New York), e negli anni successivi fondò istituti simili in Svizzera e Germania.
Dichter esplorò le applicazioni dei concetti e tecniche psicoanalitiche di Freud nell'ambito del commercio, in particolare per lo studio del comportamento del consumatore nel mercato. Le nuove idee che egli apportò ebbero un'influenza significativa sull'operato dell'industria pubblicitaria del Ventesimo secolo.
La Democrazia Cristiana si avvalse della consulenza di Dichter , all'epoca consulente del CISER (Centro Italiano Studi e Ricerche),per la sua campagna elettorale del 1963. Recensendo il suo volume La strategia del desiderio un redattore della rivista Il Mulino, a tale proposito, ebbe a scrivere: «(...) si sono suggerite idee buone in un contesto assai diverso; ottime, magari, per vendere saponette (il che è altra cosa dal far votare la gente) e negli Stati Uniti (che sono un paese alquanto diverso dal nostro)».

## Opere
- La strategia del desiderio, Garzanti, Milano 1963